# インドネシア病院
インドネシア病院（または、インドネシアン病院、アラビア語: المستشفى الإندونيسي,英語：Indonesian Hospital）は、パレスチナ自治区ガザ地区北ガザ県のベイトラヒヤにある病院。

## 概要

### 開院まで
16,261㎡の敷地を持つ同地区の主要病院。用地はガザ政府が提供したもので、病院建設のためのすべての資金はインドネシア人の寄付による。インドネシア人とパレスチナ人の間の長期的な友情の証になることを期待され、「インドネシア病院」(RSI)と命名された。
インドネシア病院の建設は、2008年半ばのイスラエルによるガザ地区攻撃に端を発した。MER-C医療チームはインドネシア政府の医療チームとともに、犠牲者の援助目的でガザ地区に向けて出発した。当時、ガザには1つのリハビリテーション病院しかなく、イスラエル軍の攻撃から逃れることができず、ガザ地区に病院を建設する必要性があった。この地域に病院を建設する計画は、ガザ地区で当時のパレスチナ保健大臣バシム・ナイムとの会談の後、実行された。
2011年5月14日に建設が開始され、2015年12月27日にインドネシアのユスフ・カラ副大統領によって開院。約100の病床、4つの手術室、10の集中治療室を備えたインドネシア病院は、ガザ最大の病院の1つとなる。

### 2023年パレスチナ・イスラエル戦争
2023年パレスチナ・イスラエル戦争では、イスラエル軍は、病院がハマースの「指揮統制センター」の隠れ蓑になっていると非難し、病院を標的にした。10月7日、イスラエル軍はインドネシア病院を空爆。南部のナセル病院の救急車も爆撃を受けた。これにより、看護師と救急車の運転手が死亡、数人が負傷した。
イスラエル軍が10月13日に病院を爆撃すると警告したため、アルアウデ病院の患者の避難場所の1つになった。その2週間後、インドネシアの病院は、陸、空、海すべてからのイスラエル軍の攻撃を受けた。この病院では、アルジャジーラによれば、2023年10月31日までに少なくとも870人が死亡し、2,530人がこの病院で負傷の治療を受け、停電のため暗闇の中で手術や医療処置が行われた。イスラエルによる医療施設への軍事攻撃は、インドネシア医師会(IDI)の理事会をはじめ多くの当事者が非難。PB IDIは、世界医師会(WMA)または世界医師会とともに、紛争下のすべての当事者に対し、医療施設や医療従事者の車両を攻撃せず、医療従事者を保護するという国際人道法(IHL)の規範を遵守するよう緊急に呼びかけた。
11月20日、イスラエル軍の攻撃により、入院患者及び付き添いの人々を含む12人が死亡、数十人が負傷した。
2024年6月、同病院はガザ北部で唯一の医療施設として患者への診療を再開した。
2025年2月、国境なき医師団の援助活動家は、以前イスラエル軍がインドネシア病院を占拠した際、あらゆる医療用の機械を「これ以上医療を提供できないように、ひとつひとつ粉々に破壊した」と述べている。